# Campeonato Sul-Americano de Voleibol Feminino Sub-21 de 2024
O Campeonato Sul-Americano de Voleibol Feminino Sub-21 de 2024 foi a 26ª edição do torneio Sul-Americano organizado pela Confederação Sul-americana de Voleibol (CSV). O torneio contou com a participação de oito equipes e aconteceu de  25 a 29 de setembro, Gimnasio Monumental María Gallard, em Osorno, Chile, disputado por seis países, garantindo duas vagas para o Mundial Juvenil de 2025.
O Brasil conquistou seu vigésimo segundo título da competição ao vencer a Argentina na final, que conquistaram também vagas para o mundial da categoria, e completou o pódio o Chile.A ponteira brasileira Rebeca Borges Viana foi escolhida a melhor jogadora da competição

## Seleções participantes
As seguintes seleções confirmaram participação no Campeonato Sul-Americano Sub-21 de 2024:
| Equipe    | Última participação |
| --------- | ------------------- |
| Peru      | (Sede), 4º em 2022  |
| Argentina | 2º em 2022          |
| Bolívia   | 6º em 2018          |
| Brasil    | 1º em 2022          |
| Chile     | 5º em 2022          |
| Colômbia  | 3º em 2022          |

## Formato da disputa
As seis equipes foram distribuídas proporcionalmente em dois grupos, Grupo A e B, onde todos se enfrentam em cada grupo e a forma de classificação para a fase seguinte deu-se por pontos corridos, e os confrontos na fase semifinal segue o cruzamento olímpico, de forma análoga as equipes eliminadas na fase de grupos definiram as posições inferiores. Os vencedores da semifinal disputaram a medalha de ouro enquanto os perdedores a medalha de bronze.

## Fase classificatória
Classificação
- Local: Gimnasio Monumental María Gallardo- Osorno-Chile

### Grupo A
|     |          |     | Jogos | Jogos | Jogos | Resultados | Resultados | Resultados | Resultados | Resultados | Resultados | Sets | Sets | Sets  | Pontos | Pontos | Pontos |
| Pos | Equipe   | Pts | T     | V     | D     | 3–0        | 3–1        | 3–2        | 2–3        | 1–3        | 0–3        | V    | P    | R     | V      | P      | R      |
| --- | -------- | --- | ----- | ----- | ----- | ---------- | ---------- | ---------- | ---------- | ---------- | ---------- | ---- | ---- | ----- | ------ | ------ | ------ |
| 1   | Brasil   | 6   | 2     | 2     | 0     | 2          | 0          | 0          | 0          | 0          | 0          | 6    | 0    | MAX   | 150    | 90     | 1.667  |
| 2   | Colômbia | 3   | 2     | 1     | 1     | 1          | 0          | 0          | 0          | 0          | 1          | 3    | 3    | 1,000 | 122    | 151    | 0.808  |
| 3   | Peru     | 0   | 2     | 0     | 2     | 0          | 0          | 0          | 0          | 0          | 2          | 0    | 6    | 0,000 | 126    | 157    | 0.803  |

| Data   | Hora  |        | Placar |          | Set 1 | Set 2 | Set 3 | Set 4 | Set 5 | Total | Relatório |
| ------ | ----- | ------ | ------ | -------- | ----- | ----- | ----- | ----- | ----- | ----- | --------- |
| 25 set | 18:00 | Brasil | 3–0    | Colômbia | 25–16 | 25–13 | 25–11 |       |       | 75–40 | Súmula    |
| 26 set | 18:00 | Peru   | 0–3    | Colômbia | 26–28 | 25–27 | 25–27 |       |       | 76–82 | Súmula    |
| 27 set | 18:00 | Brasil | 3–0    | Peru     | 25–18 | 25–12 | 25–20 |       |       | 75–50 | Súmula    |

### Grupo B
|     |           |     | Jogos | Jogos | Jogos | Resultados | Resultados | Resultados | Resultados | Resultados | Resultados | Sets | Sets | Sets  | Pontos | Pontos | Pontos |
| Pos | Equipe    | Pts | T     | V     | D     | 3–0        | 3–1        | 3–2        | 2–3        | 1–3        | 0–3        | V    | P    | R     | V      | P      | R      |
| --- | --------- | --- | ----- | ----- | ----- | ---------- | ---------- | ---------- | ---------- | ---------- | ---------- | ---- | ---- | ----- | ------ | ------ | ------ |
| 1   | Argentina | 6   | 2     | 2     | 0     | 2          | 0          | 0          | 0          | 0          | 0          | 6    | 0    | MAX   | 150    | 101    | 1.485  |
| 2   | Chile     | 3   | 2     | 1     | 1     | 1          | 0          | 0          | 0          | 0          | 1          | 3    | 3    | 1,000 | 135    | 117    | 1.154  |
| 3   | Bolívia   | 0   | 2     | 0     | 2     | 0          | 0          | 0          | 0          | 0          | 2          | 0    | 6    | 0,000 | 102    | 150    | 0.680  |

| Data   | Hora  |         | Placar |           | Set 1 | Set 2 | Set 3 | Set 4 | Set 5 | Total | Relatório |
| ------ | ----- | ------- | ------ | --------- | ----- | ----- | ----- | ----- | ----- | ----- | --------- |
| 25 set | 20:00 | Chile   | 0–3    | Argentina | 17–25 | 20–25 | 23–25 |       |       | 60–75 | Súmula    |
| 26 set | 20:00 | Bolívia | 0–3    | Argentina | 11–25 | 14–25 | 16–25 |       |       | 41–75 | Súmula    |
| 27 set | 20:00 | Chile   | 3–0    | Bolívia   | 25–11 | 25–13 | 25–18 |       |       | 75–42 | Súmula    |

## Fase final

#### Chaveamento final
|  | Semi-finais | Semi-finais | Semi-finais |  |  | Final          | Final          | Final          |
|  |             |             |             |  |  |                |                |                |
|  | A1          | Brasil      | 3           |  |  |                |                |                |
|  | B2          | Chile       | 0           |  |  |                |                |                |
|  |             |             |             |  |  | A1             | Brasil         | 3              |
|  |             |             |             |  |  | B1             | Argentina      | 2              |
|  | B1          | Argentina   | 3           |  |  |                |                |                |
|  | A2          | Colômbia    | 0           |  |  | Terceiro lugar | Terceiro lugar | Terceiro lugar |
|  |             |             |             |  |  | B2             | Chile          | 3              |
|  |             |             |             |  |  | A2             | Colômbia       | 0              |

#### Quinto lugar
| Data   | Hora  |      | Placar |         | Set 1 | Set 2 | Set 3 | Set 4 | Set 5 | Total | Relatório |
| ------ | ----- | ---- | ------ | ------- | ----- | ----- | ----- | ----- | ----- | ----- | --------- |
| 28 set | 16:00 | Peru | 3–0    | Bolívia | 25–19 | 25–16 | 25–13 |       |       | 75–48 | Súmula    |

#### Semifinais
| Data   | Hora  |           | Placar |          | Set 1 | Set 2 | Set 3 | Set 4 | Set 5 | Total | Relatório |
| ------ | ----- | --------- | ------ | -------- | ----- | ----- | ----- | ----- | ----- | ----- | --------- |
| 28 set | 18:00 | Argentina | 3–0    | Colômbia | 25–10 | 25–13 | 25–11 |       |       | 75–34 | Súmula    |
| 28 set | 20:00 | Brasil    | 3–0    | Peru     | 25–10 | 25–10 | 25–21 |       |       | 75–41 | Súmula    |

#### Terceiro lugar
| Data   | Hora  |       | Placar |          | Set 1 | Set 2 | Set 3 | Set 4 | Set 5 | Total | Relatório |
| ------ | ----- | ----- | ------ | -------- | ----- | ----- | ----- | ----- | ----- | ----- | --------- |
| 21 ago | 18:00 | Chile | 3–0    | Colômbia | 25–15 | 25–19 | 25–18 |       |       | 75–52 | Súmula    |

#### Final
| Data   | Hora  |        | Placar |           | Set 1 | Set 2 | Set 3 | Set 4 | Set 5 | Total  | Relatório |
| ------ | ----- | ------ | ------ | --------- | ----- | ----- | ----- | ----- | ----- | ------ | --------- |
| 21 ago | 20:00 | Brasil | 3–2    | Argentina | 25–10 | 24–26 | 19–25 | 25–21 | 15–8  | 108–90 | Súmula    |

## Classificação final
| Pos | Equipe    |
| --- | --------- |
| 1   | Brasil    |
| 2   | Argentina |
| 3   | Chile     |
| 4   | Colômbia  |
| 5   | Peru      |
| 6   | Bolívia   |

|  | Qualificado para o Campeonato Mundial de Voleibol Feminino Sub-21 de 2025 |

## Premiação individuais
As jogadoras que se destacaram na competição foram:
| MVP (Most Valuable Player) | Rebeca Borges Viana   | Brasil    |
| Oposto                     | Martina Bednarek      | Argentina |
| 1ª Ponteira                | Dominga Aylwin        | Chile     |
| 2ª Ponteira                | Milena Margaría       | Argentina |
| 1ª Central                 | Luana Kuskowski       | Brasil    |
| 2ª Central                 | Micaela Cabrera       | Argentina |
| Levantadora                | Amanda Torres Mutuano | Brasil    |
| Líbero                     | Sofia Monteiro Will   | Brasil    |